# Fable III
Fable III is een rollenspel ontwikkeld door Lionhead Studios. De keuzes die de speler maakt spelen in dit spel een grote rol. Ze beïnvloeden niet alleen de reacties van de personages om hem of haar heen, maar ook het verloop van het verhaal. In het derde deel is het expressions-systeem uitgebreid met een touch-systeem, waarmee de speler met verschillende aanrakingen andere personages kan beïnvloeden. In de spelwereld van Fable III kan een kind met een knuffel worden gerustgesteld, bij ontmoetingen kunnen handen worden geschud en een personage kan aan de hand worden meegenomen, bijvoorbeeld om hem of haar iets te laten zien.

## Verhaal
In Fable III kruipt de speler in de rol van de zoon of dochter van de held uit deel twee. De eerste helft van het spel beslaat de weg naar de troon van Albion, waar een tiran vanaf gejaagd moet worden. Tijdens de klim naar de macht zal de speler steun van volgelingen moeten krijgen en verschillende facties samen zien te smeden.
Zodra de speler eenmaal de troon van Albion heeft bestegen, kan de kersverse heerser zich tot verlicht despoot of gevreesde tiran ontwikkelen. Naast uitvoerende zaken - krijgt de bevolking te eten of wordt er een kasteel gebouwd - kan ook worden rechtgesproken: de speler kan een oordeel vellen over allerlei zaken, van het stelen van brood tot zaken die heel Albion aangaan. Elke keuze heeft volgens Molyneux invloed op het verloop van het verhaal.
De speler heeft als koning/koningin een butler. De stem van de butler is die van John Cleese. Andere bekende Britten die meewerkten aan Fable III zijn komiek Stephen Fry, acteur Ben Kingsley en presentator Jonathan Ross.